# Memoriał Henryka Łasaka 2007
Il Memoriał Henryka Łasaka 2007, nona edizione della corsa, valida come evento dell'UCI Europe Tour 2007 categoria 1.1, si svolse il 12 agosto 2007 su un percorso di 164,9 km. Fu vinto dal polacco Krzysztof Jeżowski, che terminò la gara in 3.57'27" alla media di 41,66 km/h.
Al traguardo 27 ciclisti portarono a termine il percorso.

## Ordine d'arrivo (Top 10)
| Pos. | Corridore          | Squadra       | Tempo    |
| ---- | ------------------ | ------------- | -------- |
| 1    | Krzysztof Jeżowski | CCC-Polsat    | 3h57'27" |
| 2    | Błażej Janiaczyk   | DHL-Author    | s.t.     |
| 3    | Daniel Czajkowski  | DHL-Author    | s.t.     |
| 4    | Tomasz Lisowicz    | CCC-Polsat    | s.t.     |
| 5    | Artur Detko        | Dynatek       | s.t.     |
| 6    | Krzysztof Miara    | Intel-Action  | s.t.     |
| 7    | Martin Riška       | Swiag         | s.t.     |
| 8    | Stanislav Kozubek  | PSK Whirlpool | s.t.     |
| 9    | Sergej Firsanov    | Rietumu Bank  | s.t.     |
| 10   | Patrik Tybor       | Dukla Trenčín | s.t.     |